# Feeling Place
『Feeling Place』（フィーリング・プレイス）は、CHAGEのライブ・ビデオ。1999年3月11日にVHS(ファンクラブ限定)で発売された。

## 概要
初のソロアルバム『2nd』を引っ提げ、名古屋市民会館を皮切りに、1998年11月14日から12月24日まで敢行した、ソロとして初となるコンサートツアー『CHAGE CONCERT TOUR Feeling Place -Supported by NEC-』。
本作にはそのライブの中からピックアップされた13曲が収録されている。

## リリース
VHSは一般販売されず、ファンクラブ限定で販売された。その後、2001年1月1日にヤマハミュージックコミュニケーションズからDVDとして発売され、初の一般販売となった。

## 収録曲
1. GIVE&TAKE
作詞・作曲：CHAGE
2. CRIMSON
作詞・作曲：CHAGE
3. UNDO
作詞・作曲：CHAGE
4. Hello!
作詞・作曲：CHAGE
5. TRANCE⇔ENTRANCE
作詞・作曲：CHAGE
6. Reason
作詞：澤地隆　作曲：CHAGE
7. ピクニック
作詞・作曲：CHAGE
8. NとLの野球帽
作詞・作曲：CHAGE
9. U・P・K・
作詞：CHAGE　作曲：八熊慎一
10. [7]
作詞・作曲：CHAGE
11. トウキョータワー
作詞・作曲：CHAGE
12. 僕が見つけた気持ちのいい場所
作詞・作曲：CHAGE・宇佐元恭一
13. 12色のクレヨン
作詞：伊藤緑　作曲：CHAGE

## Feeling Place (アルバム)
『Feeling Place』（フィーリング・プレイス）はChageの配信限定ライブ・アルバム。

### 解説
本作は、映像作品『Feeling Place』の収録曲を音源化し、配信限定アルバムとして発売されたもの。

#### 収録曲
| #         | タイトル                         | 作詞              | 作曲              | 時間  |
| --------- | -------------------------------- | ----------------- | ----------------- | ----- |
| 1.        | 「GIVE&TAKE」                    | Chage             | Chage             | 4:40  |
| 2.        | 「CRIMSON」                      | Chage             | Chage             | 6:01  |
| 3.        | 「UNDO」                         | Chage             | Chage             | 6:09  |
| 4.        | 「Hello!」                       | Chage             | Chage             | 5:17  |
| 5.        | 「TRANCE⇔ENTRANCE」              | Chage             | Chage             | 5:23  |
| 6.        | 「Reason」                       | 澤地隆            | Chage             | 4:49  |
| 7.        | 「ピクニック」                   | Chage             | Chage             | 5:06  |
| 8.        | 「NとLの野球帽」                 | Chage             | Chage             | 6:14  |
| 9.        | 「U・P・K・」                    | Chage             | 八熊慎一          | 4:41  |
| 10.       | 「[7]」                          | Chage             | Chage             | 4:57  |
| 11.       | 「トウキョータワー」             | Chage             | Chage             | 5:01  |
| 12.       | 「僕が見つけた気持ちのいい場所」 | Chage、宇佐元恭一 | Chage、宇佐元恭一 | 7:30  |
| 13.       | 「12色のクレヨン」               | 伊藤緑            | Chage             | 4:19  |
| 14.       | 「Ending」                       |                   |                   | 4:49  |
| 合計時間: | 合計時間:                        | 合計時間:         | 合計時間:         | 74:56 |